# Andokidész (fazekasmester)

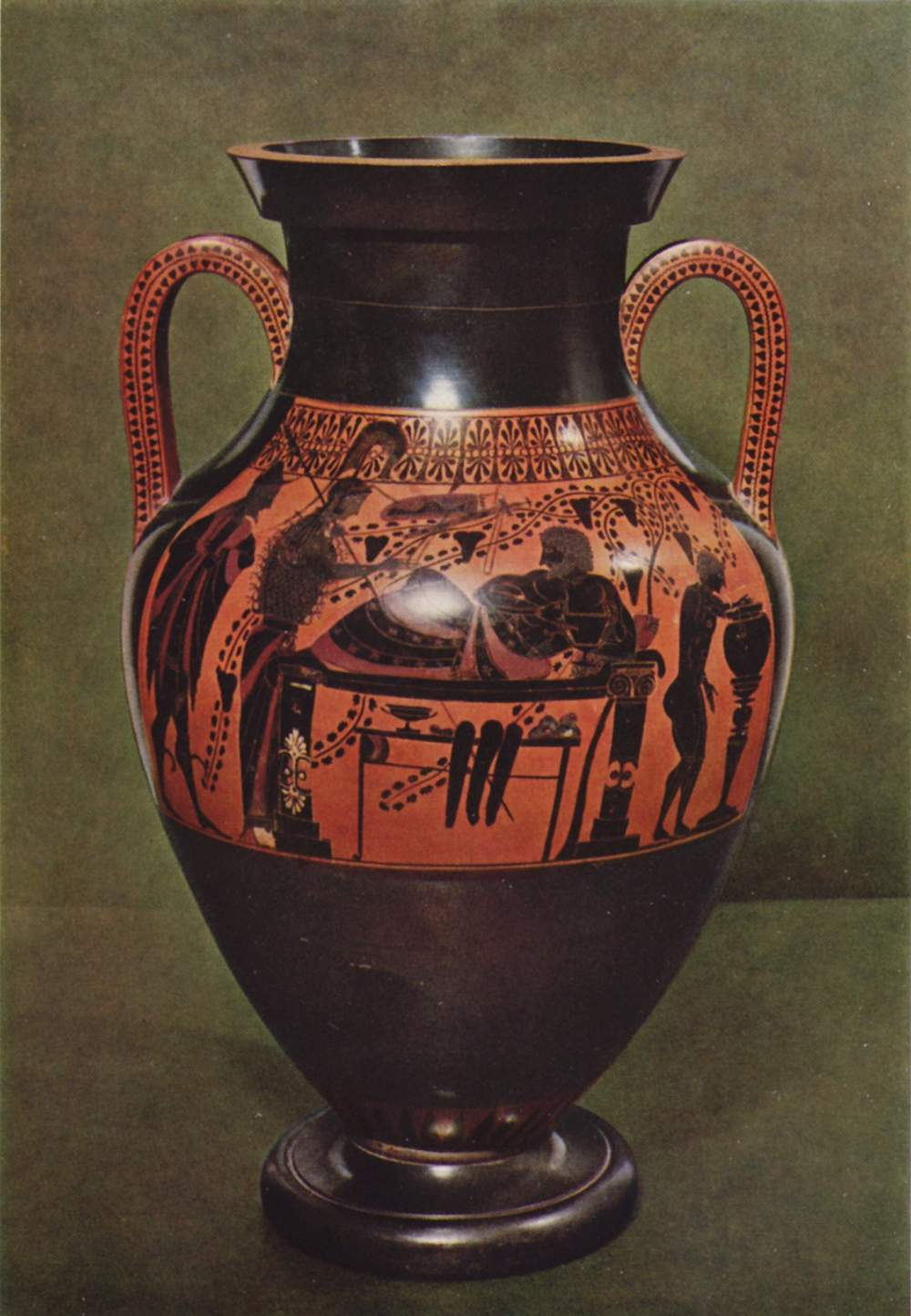
Váza Andokidész műhelyéből, a képen a feketealakos fele látható

Andokidész (ógörögül: Ανδοκίδης, i. e. 540 – Kr. e. 500 közt működhetett) görög fazekasmester, Ekszekiasz tanítványa.
Kerámiáit kora legkiválóbb mesterei festették ki. Műhelye jelentős, nagy forgalmú üzlet volt, Andokidész jó módban élt. Az Akropolisz egyik bronzszobor-talapzatán olvasható, hogy Andokidész állította az isteneknek fogadalmi ajándékul az egykor ott álló szobrot. (Μ] ΝΕΣΙΑΔΕΣ ΚΕΡΑΜΕΥΣ ΜΕ ΚΑΙ ΑΝΔΟΚΙΔΕΣ ΑΝΕΘΕΚΕΝ) Az ő műhelyében született meg a vázafestészet új technikája, a vörösalakos díszítésmód. Ezt feltehetőleg a műhely egyik festője találta ki. Talán az, akit Andokidész-festőnek neveznek (aki egyébként még magával Andokidésszel is azonos lehet), mivel képeit nem szigálta, így neve ismeretlen, de egész sorozat festett kerámia került elő, amelynek egyik oldalán fekete- a másik oldalán vörösalakos technikájú festmény van, összesen tizennégy edény. Az Andokidész-festőt Exekiasz alapján az i. e. 6. század végére lehet datálni.
Stílusára jellemző az állandó kísérletezés, amellyel az új festésmódot próbálgatta. Fő művei: Héraklész és Kerberosz (amfora, Párizs, Louvre), Ökröt hajtó Héraklész (amfora, Boston). Egy külixe a budapesti Szépművészeti Múzeum állandó kiállításán látható.